# Воробино (озеро)
Воробино (Воробинское) — озеро в России, располагается на территории Кирилловского района Вологодской области.
Площадь водной поверхности озера равняется 1,34 км². Длина береговой линии — 12,4 км. Уровень уреза воды находится на высоте 119 м над уровнем моря. Максимальная глубина достигает 6,5 м, средняя глубина — 4,5 м.